# Peryskop Steinheila
Steinhal Periskop – obiektyw fotograficzny zaprojektowany przez Carla von Steinheila w 1865, pierwszy obiektyw typu peryskop.  
Obiektyw składał się z dwóch identycznych soczewek wypukło-wklęsłych ustawionych symetrycznie po obydwu stronach przesłony. Minimalna wartość przysłony wynosiła f/15. Symetryczny układ soczewek i pozycja przesłony eliminuje dystorsję i komę oraz krzywizny pola, ale nie eliminuje aberracji chromatycznej i sferycznej. Pole widzenia obiektywu wynosiło około 90°.